# Frank Skinner

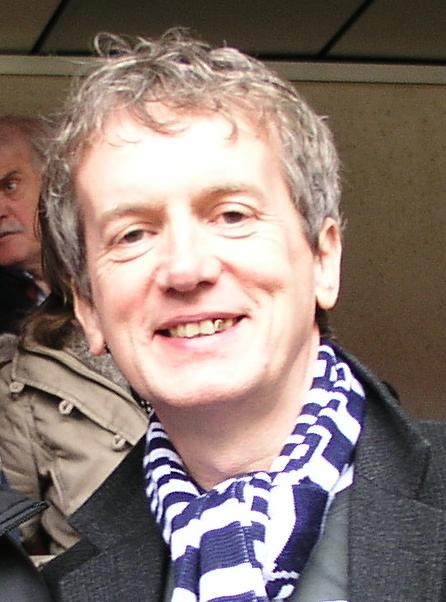
Frank Skinner, 2008

Frank Skinner, egentligen Christopher Graham Collins, född 28 januari 1957, är en engelsk komiker och TV-personlighet. På TV har han bland annat varit programledare för panelshowerna Fantasy Football League mellan 1994 och 2004 tillsammans med David Baddiel, The Frank Skinner Show mellan 1995 och 2005 och Room 101 mellan 2012 och 2018. Tillsammans med Baddiel gjorde han även Baddiel och Skinner Unplanned mellan 2000 och 2005, där de fritt assoccierade och improviserade utifrån publikens frågor. Sedan 2009 har han varit värd för The Frank Skinner Show på Absolute Radio, som sänds live på lördagar och senare släpps som podcast.
Tillsammans med David Baddiel skrev han texten till Three Lions (även känd som Football's Coming Home) som var engelska fotbollslandslagets officiella EM-låt 1996, när EM spelades i England. Låten framfördes av The Lightning Seeds, med Badidel och Skinner på sång. Låten blev etta på den brittiska singellistan, UK Singles Chart. Det blev den ocskå i samband med VM 1998, VM 2010 och VM 2018.

## Biografi
Skinner föddes den 28 januari 1957 som Christopher Graham Collins  i West Bromwich, Staffordshire, England, och växte upp i närliggande Oldbury. Christopher var hans tilltalsnamn och användes av skola, myndigheter och vänner men hans föräldrar kallade honom för Graham. Han antog artistnamnet Frank Skinner för att skådespelarfacket Equity redan hade en medlem, en sångare, med namnet Chris Collins. Artistnamnet Frank Skinner tog han från en av medlemmarna i sin bortgångne fars dominoteam.
Han studerade konst, engelska och litteratur på eftergymnasial nivå och har en magisterexamen i engelsk litteratur vid University of Warwick i Coventry från 1982.
Efter universitetsstudierna var han arbetslös i tre år innan han fick en tjänst som lärare i engelska vid Halesowen College.  Hösten 1986 beslutade han sig för att sluta dricka alkohol och han har därefter varit en högprofilerad nykter alkoholist.
År 1987 bestämde han sig för att ge ståuppkomik ett försök vid sidan av sitt läraryrke och han lyckades göra TV-debut ett år senare. Han var med som författare och gjorde huvudrollen i komediserien Packet of Three på Channel 4 från 1990 och fortsatte samtidigt göra sig ett namn inom ståuppkomiken.
Frank Skinner har sedan barnsben varit ett stort fan av Elvis Presley och i en dokumentär, A Little Bit of Elvis, köpte han en skjorta för 11 000 pund. Skjortan påstods ha burits av Elvis på en omtalad konsert i Tupelo 1956. I dokumentären framkommer att skjortan tillhört Elvis men förmodligen hade han den inte på konserten.
Skinner spelar banjolele, något som inspirerats av ett intresse för George Formby, och han är en framträdande medlem i George Formby Society.  År 2011 gjorde han dokumentären Frank Skinner on George Formby för BBC Four.

## Böcker
I oktober 2001 publicerades Skinner sin självbiografi, Frank Skinner by Frank Skinner. I augusti 2009 släppte han en bok med fokus på hans komedikarriär - Frank Skinner on the Road: Love, Stand-up Comedy and the Queen of the Night. I september 2011 publicerades The Collected Wisdom of Frank Skinner; Dispatches from the Sofa. Den består av hans veckokolumner för The Times, skrivna mellan 2009 och 2011. Skinner, som är en praktiserande kristen, släppte en bönebok  2021, A Comedian's Prayer Book, ungefär En komikers bönebok.

## Ståupp-specialer
| Titel                                                  | Släppte          | Anteckningar                                           |
| ------------------------------------------------------ | ---------------- | ------------------------------------------------------ |
| Live                                                   | 5 oktober 1992   | Ståupp-special från Bloomsbury Theatre i London.       |
| Live at the Apollo                                     | 4 november 1995  | Ståupp-special från Hammersmith Apollo.                |
| Live at the Palladium                                  | 14 oktober 1996  | Ståupp-special frånPalladium Theatre i London          |
| Live in Birmingham                                     | 16 november 1998 | Ståupp-special från Hippodrome Theatre i Birmingham    |
| Stand-Up! Live from Birmingham's National Indoor Arena | 10 november 2008 | Ståupp-special från National Indoor Arena i Birmingham |
| Live - Man in a Suit                                   | 1 december 2014  | Ståupp-special från Leicester Square Theatre i London  |